# 八木節

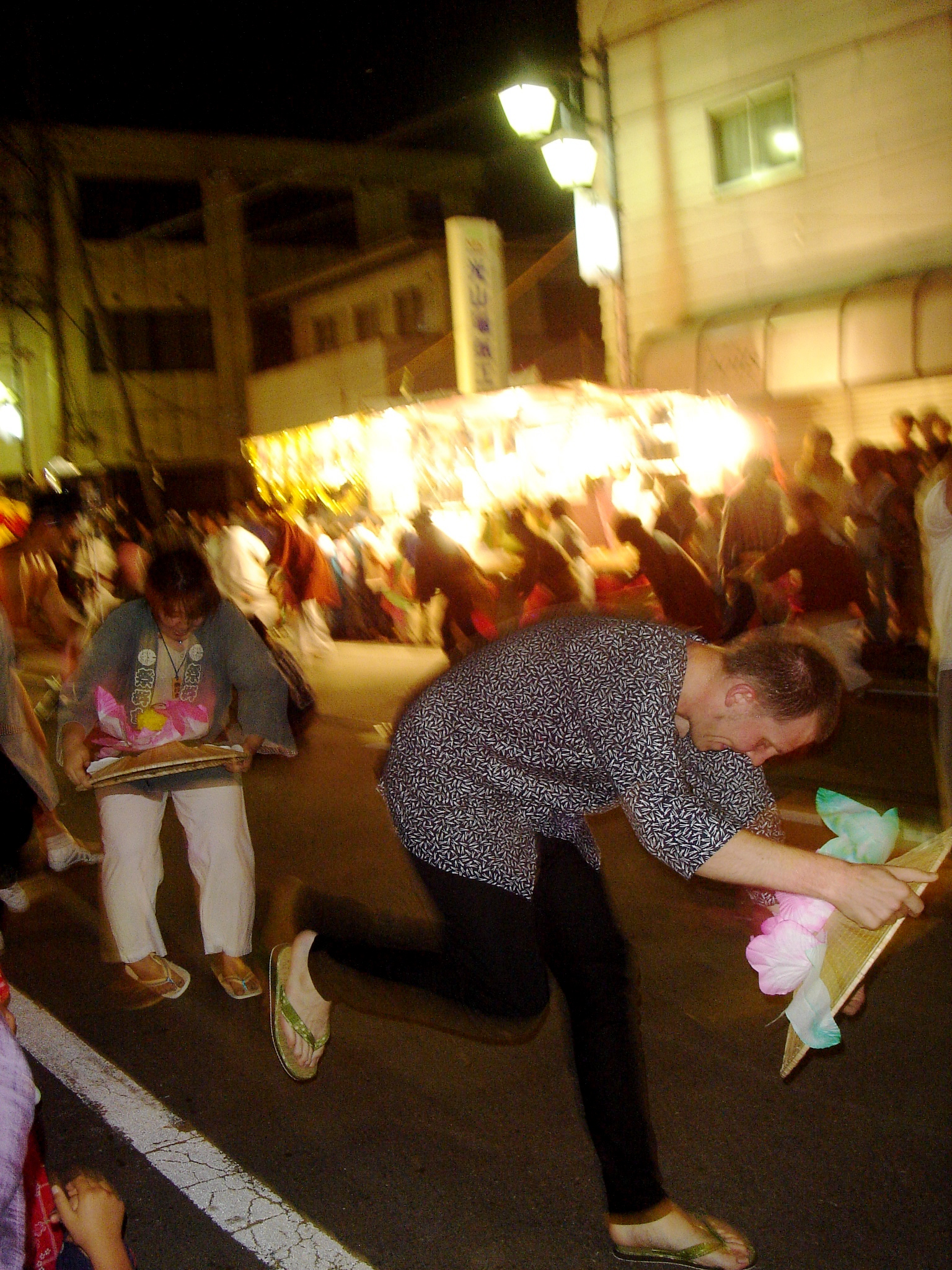
伊勢町祭りの八木節

八木節（やぎぶし）は、群馬県と栃木県の二県に渡り、愛されている俗謡・盆踊り唄である（概ね両毛地域）。八木節の名は日光例幣使街道の宿場、八木宿（現・足利市）にちなんで名付けられたとされる。

## 概要
縦に置いた酒樽を打って拍子(リズム)を取り、笛で軽やかな主旋律を奏でる、軽快な調子の民謡である。盆踊りの音頭として、また花柳界の芸妓により流行が作られた。
八木節の音頭は七七調の口説を中心とする。代表的な国定忠治のものや五郎正宗、紺屋高尾、鈴木主水、継子三次、白井権八などの人情物が多い。
踊りは手踊り・手拭い踊り・菅笠踊り・傘踊り・花輪踊り・扇子踊りなど多様で、踊り手は男女を問わない。
大正時代前期に八木宿近郊の堀込出身の初代堀込源太（本名・渡辺源太郎、1872年 - 1943年）によってレコードに吹き込まれたことで全国に知られた。源太は八木節の「元祖」「創始者」とされることもあり、八木節には「源太節」との別名も存在した。

## 発祥
大正時代前期に堀込源太がレコードに吹き込んだことが八木節が全国的に知られる契機となったが、源太によって大成される以前の八木節の起源については諸説ある。

### 越後口説
日光例幣使街道沿いの宿場で盆踊り唄として歌われていた越後口説（えちごくどき）を原型として、馬子であった源太が馬子唄（馬方節）をもとに手を加えて八木節が成立したとする説。最もよく知られた通説だが、発祥地や直接の元となった唄の点で諸説ある。
越後口説は越後国（新潟県十日町市）発祥の神保広大寺節に由来し、七・七・七・五調の小唄だった神保広大寺節が七・七・七・七･･･調の長編の口説に変化したとされている。越後口説は江戸時代後期に大流行し、瞽女や遊女によって例幣使街道周辺地域にも伝播したと考えられる。越後口説と八木節は歌詞の点から共通点があるものの、速い拍子(リズム)に特徴のある八木節に対し、越後口説は速度(テンポ))が遅く、源太が親しんだ馬子唄の節を取り入れたと解釈する説である。
発祥地・直接の原型となった唄として以下のような説がある。
1. 木崎宿・木崎節（木崎音頭） - 木崎宿（現・群馬県太田市）で歌われた盆踊り唄・木崎節に由来するという説で、『日本民謡大観』（1944年）で町田佳声が指摘した。町田によれば越後口説は「さよ」という越後生まれの遊女によって木崎宿に伝播し、木崎節という盆踊り唄として歌われるようになったという[10][11]。越後口説の伝播は遊女よりも瞽女が主体であるという説もある[12]。
2. 八木宿 - 源太の出身地に近く、八木節の名の由来ともなった八木宿で歌われていた盆踊り唄に由来するという説[13]。
3. 赤椀節 - 群馬県伊勢崎市境上武士・境下武士で伝承される盆踊り唄・赤椀節に由来するという説。赤椀節は木崎節の影響を受けて成立したと考えられており、木崎節から八木節への発展の過程として赤椀節を位置付ける説である。酒井正保『上州の民謡とわらべうた』、篠木弘明『境町民謡集―八木節のふるさと』などが採用する。源太は境中島方面に養蚕の手伝いとして働きに来ていたことがあり、当地の赤椀節を習得し、それに手を加えて八木節を完成させたとされる[14][15]。
4. 横樽音頭 - 群馬県佐波郡玉村町大字南玉に伝承される横樽音頭に由来するという説。樽を横にして叩くことからこの名がある[16]。

### 朝倉清三
『山田郡誌』は、源太以前の八木節の「元祖」として、朝倉清三（本名・丸山清三郎、1848年ごろ - 1882年）の名を挙げる。朝倉清三は足利郡山辺村大字朝倉（現・足利市朝倉町）の人。馬子として八木宿・木崎宿間を行き来し、盆踊り唄の名手として知られたという。
源太を朝倉清三の直接の弟子とする説もあるが、清三の死没時源太の年齢は10歳であり考えにくい。『山田郡誌』では師弟関係を朝倉清三―中村芳太郎―堀込源太・矢場勝としている。中村芳太郎は本名を中村与四松と言い、源太と同じ堀込の人で、源太より4歳年上の1868年生まれという。矢場勝は本名新井勝一郎、現在の足利市里矢場町出身で1876年に生まれ、源太と一座を組んで興業を行っていた人物である。
正田政次郎は「民謡八木節について」（『上毛史学』第6号）で、師弟系統を朝倉清三―中里栄吉―中村芳太郎―堀込源太・矢場勝としている。中里栄吉は本名菊池栄吉で清三の跡継ぎとも言われた人物だが1896年に死去したという。正田は八木節の名は日清戦争後にできたもので、現在歌われている八木節も中村芳太郎によって作られたものであることから、源太以前から八木節の名も節も存在したとしている。正田は源太を八木節の完成者に位置付け、それと並んで八木節を全国に普及したことを功績として挙げている。

### 神子節
台一雄は『八木節 その源流をさぐる』で、八木節の起源は古くから御厨地区・久野地区で伝えられていた盆踊り歌の神子節であるという説を唱えている。

### 上渋垂
八木節の踊りについては、八木宿の東の上渋垂における里神楽のひょっとこ踊りを取り入れた踊りの影響が指摘されている。

## 歴史
八木節は、現在は北関東の郷土芸能的側面を強く打ち出しているが、大正年代から昭和初年代には全国に広がる流行が（安来節同様に）あり、寄席芸能でもあった。発祥については諸説ある。そもそも「民謡正調」が大正期に提唱されたものであり、本項・八木節や、安来節、追分などは、隆盛がこの時期に重なった。そのため、同様の争いが起きており注意が必要である。
八木節の名がつけられたのは、大正5年（1914年）の堀込源太による日本蓄音機商会でのレコード録音の際とするのが通説である。それ以前は適当な名称がなく、レコードにつける名前が「盆踊唄」や「源太節」では困るとされて「八木節」になったという。
他方、石島福次『足利の郷土民謡八木節』などではレコード録音の時期について大正3年（1912年）7月23日という説をとっている。
さらに、大槻三好は『八木節考』で、大正2年（1913年）6月にヒコーキレコードから『八木節、おやす民三』が発売されているとして上に述べた説を否定している。
また、明治43年編の「新田郡綿打村郷土誌」に「俗謡」として「八木節」の名とその歌詞の一部が出てくることや、明治末期から八木節の語が存在していたという証言を根拠とする異説も存在する。
他にも、明治42年ごろに足利織物同業組合長関田嘉七郎が足利織物の宣伝のために堀込源太を浅草に送り出し、その際踊った「源太節」が好評だったので関田が「八木節」と命名したとの説もある。
『山田郡誌』では大正3年、足利市に東京の新聞各社を招いた際、余興として堀込源太が披露したのがきっかけとなり、浅草の興行場で舞台に立つようになったとされている。
源太は大正5年から浅草凌雲閣の近くに掛小屋を作って興業を始め、盛況を得て全国各地を興業で回ったという。だが大正9年、安来節の流行に押されて浅草での興業は終わりを告げた。
群馬県東毛地域では、八木節の人気に押されてそれ以前からある盆踊り唄は不振となったという。
現在では、初代堀込源太（渡邊源太郎）の曾孫である、渡邊一利が初代堀込源太の意志を継ぎ、令和7年1月1日に七代目 堀込源太を襲名した。。

## ラジオ放送
- 1926.8.8 八木節「国定忠次」堀込源太[42][43]

## 応援歌としての利用例
神奈川県立相模原高等学校の野球応援では、八木節をモチーフにしたオリジナル曲「KENSOUL! 日本の心〜八木節×相模原〜」（同校の通称「県相(けんそう)」と魂「SOUL」から成る造語）が利用されている。
同校吹奏楽部顧問作曲。第34回定期演奏会（2014年4月）で演奏され、その後応援歌として用いられるようになる。野球応援では「ケンソール」と呼ばれている。

## 関連文献
- 福田忠節『八木節宗本家　堀込源太の生涯』善本社、1993年。ISBN 479390310X。
- 徳丸吉彦/高橋悠治/北中正和/渡辺裕 編『事典 世界音楽の本』岩波書店、2007年。ISBN 978-4000236720。